# The Weight of These Wings
The Weight of These Wings —en español: «El peso de estas alas»— es el sexto álbum de estudio del artista estadounidense de música country Miranda Lambert, lanzado el 18 de noviembre de 2016, por RCA Records Nashville. El álbum consta de dos discos, con el Disco 1 titulado The Nerve y el Disco 2 titulado The Heart.
El álbum debutó en el n° 1 en la lista de Billboard Country Albums y en el n° 3 en la lista de todos los géneros Billboard 200 de Estados Unidos, y ha sido certificada por Recording Industry Association of America (RIAA). Además de ganar el Álbum del Año en los ACM Awards 2017, es considerado por varias publicaciones de música como uno de los mejores álbumes de country del 2016.
En el 2020 el álbum fue incluido en la lista de los 500 mejores álbumes de la revista Rolling Stone, ocupando el puesto 480.

## Lista de canciones
| Disc 1 – The Nerve |                        |                                          |          |  |
| N.º                | Título                 | Escritor(es)                             | Duración |  |
| 1.                 | «Runnin' Just in Case» | Miranda Lambert, Gwen Sebastian          | 4:33     |  |
| 2.                 | «Highway Vagabond»     | Natalie Hemby, Luke Dick, Shane McAnally | 3:53     |  |
| 3.                 | «Ugly Lights»          | Lambert, Hemby, Liz Rose                 | 3:01     |  |
| 4.                 | «You Wouldn't Know Me» | Shake Russell                            | 3:19     |  |
| 5.                 | «We Should Be Friends» | Lambert                                  | 2:50     |  |
| 6.                 | «Pink Sunglasses»      | Rodney Clawson, Dick, Hemby              | 4:06     |  |
| 7.                 | «Getaway Driver»       | Lambert, Hemby, Anderson East            | 3:53     |  |
| 8.                 | «Vice»                 | Lambert, McAnally, Josh Osborne          | 4:00     |  |
| 9.                 | «Smoking Jacket»       | Lambert, Hemby, Lucie Silvas             | 4:54     |  |
| 10.                | «Pushin' Time»         | Lambert, Hemby, Foy Vance                | 3:33     |  |
| 11.                | «Covered Wagon»        | Danny O'Keefe                            | 4:08     |  |
| 12.                | «Use My Heart»         | Lambert, Ashley Monroe, Waylon Payne     | 3:50     |  |

| Disc 2 – The Heart |                             |                                   |          |  |
| N.º                | Título                      | Escritor(es)                      | Duración |  |
| 1.                 | «Tin Man»                   | Lambert, Jack Ingram, Jon Randall | 4:19     |  |
| 2.                 | «Good Ol' Days»             | Lambert, Brent Cobb, Adam Hood    | 3:18     |  |
| 3.                 | «Things That Break»         | Lambert, Hemby, Jessi Alexander   | 3:47     |  |
| 4.                 | «For the Birds»             | Lambert, Aaron Raitere            | 3:46     |  |
| 5.                 | «Well-Rested»               | Lambert, Raitere, East            | 4:39     |  |
| 6.                 | «Tomboy»                    | Lambert, Raitere, Hemby           | 4:01     |  |
| 7.                 | «To Learn Her»              | Lambert, Monroe, Payne            | 3:47     |  |
| 8.                 | «Keeper of the Flame»       | Lambert, Hemby, Rose              | 3:59     |  |
| 9.                 | «Bad Boy»                   | Lambert, Mando Saenz              | 4:40     |  |
| 10.                | «Six Degrees of Separation» | Lambert, Hemby, Nicolle Galyon    | 3:09     |  |
| 11.                | «Dear Old Sun»              | Lambert, Sebastian, Terri Jo Box  | 4:56     |  |
| 12.                | «I've Got Wheels»           | Lambert, Sebastian, Scotty Wray   | 3:40     |  |

## Personal
Créditos adaptados de AllMusic.

Voces
- Chris Coleman – voces de fondo
- Madi Diaz – voces de fondo
- Anderson East – voces de dueto en «Pushin' Time»
- Miranda Lambert – voces principales
- Frank Liddell – voces de fondo
- Annalise Liddell – voces de fondo
- Eric Masse – voces de fondo
- Aaron Raitiere – voces de fondo
- Luke Reynolds – voces de fondo
- Frank Rische – voces de fondo
- Lillie Mae Rische – voces de fondo
- Gwen Sebastian – voces de fondo
- Lucie Silvas – voces de fondo
- Glenn Worf – voces de fondo

Músicos
- Chris Carmichael – cuerdas, arreglos de cuerdas
- Matt Chamberlain – batería, percusión
- Chris Coleman – guitarra eléctrica, batería, violín, percusión, sintetizador, trompeta
- Spencer Cullum – guitarra de acero, lap steel guitar
- Louis Newman – timpani
- Lex Price – bajo, guitarra acústica
- Luke Reynolds – guitarra acústica, guitarra eléctrica, piano, sintetizador
- Frank Carter Rische – guitarra acústica, guitarra eléctrica
- Hargus "Pig" Robbins – piano
- Glenn Worf – bajo, guitarra eléctrica, piano
- Scotty Wray – guitarra eléctrica

Producción e imágenes
- Daniela Federici – fotografía
- Tracy Baskette Fleaner – dirección creativa y diseño
- Becky Fluke – fotografía
- Brittany Hamlin – coordinación de producción
- Tiffany Gifford – estilismo
- Johnny Iavoy – fotografía
- Moani Lee – maquillaje
- Eric Masse – producción
- Annalise Liddell – asistencia de ingeniería
- Frank Liddell – producción
- Gavin Lurssen – masterización
- Chris Taylor – asistente, grabacción, mezcla
- Glenn Worf – producción

## Posicionamiento en listas

### Listas semanales
| Listas (2016)                        | Mejor posición |
| ------------------------------------ | -------------- |
| Australia (ARIA)                     | 26             |
| Canadá (Billboard Canadian Albums)   | 5              |
| New Zealand Heatseeker Albums (RMNZ) | 4              |
| Escocia (Scottish Albums Chart)      | 39             |
| Reino Unido (UK Albums Chart)        | 70             |
| Reino Unido (UK Country Albums)      | 3              |
| Estados Unidos (Billboard 200)       | 3              |
| Estados Unidos (Top Country Albums)  | 1              |

### Posición fin de año
| Listas (2017)    | Posición |
| ---------------- | -------- |
| US Billboard 200 | 44       |

## Historial de lanzamientos
| País           | Fecha                   | Formato(s)                 | Discográfica          |
| -------------- | ----------------------- | -------------------------- | --------------------- |
| Estados Unidos | 18 de noviembre de 2016 | CD descarga digital vinilo | RCA Records Nashville |